# Cayratia cordifolia
Cayratia cordifolia är en vinväxtart som beskrevs av Cheng Yih Wu och Chao Luang Li. Cayratia cordifolia ingår i släktet Cayratia och familjen vinväxter. Inga underarter finns listade i Catalogue of Life.